# Escola Superior de Administração e Gerência
A Escola Superior de Administração e Gerência (ESAG) é um dos centros que compõem a Universidade do Estado de Santa Catarina (UDESC). A sigla refere-se ao antigo nome da instituição, Escola Superior de Administração e Gerência. Localizado no Campus de Florianópolis, é considerada uma das melhores escolas de Administração do Brasil.

## Histórico
A Escola Superior de Administração e Gerência - ESAG, surgida como uma escola para formar os burocratas do governo do Estado, foi fundada em 16 de outubro de 1964 pelo então Presidente do Conselho Estadual de Educação, Professor Elpídio Barbosa. Sediada na Avenida Madre Benvenuta, no bairro Itacorubi na capital catarinense, Florianópolis, a ESAG teve seu primeiro vestibular em 1966, ano em que começou a funcionar.
Em 1967 a ESAG adotou o conceito Escola - Empresa - Comunidade, posicionamento que marcou a sua trajetória através da participação dos alunos, professores e a grande interação com a realidade do mercado catarinense. Este foi o caminho que garantiu a qualidade e a atualização permanente de conhecimentos e experiências e assim formou ilustres bacharéis em administração.
Quando da criação da Universidade do Estado de Santa Catarina (UDESC), em 1974, a ESAG foi incorporada, tornando-se então o Centro de Ciências da Administração da UDESC.
De 1997 a 2003 a ESAG alcançou 7 conceitos “A” (nota máxima) na avaliação do Ministério da Educação do Brasil. Uma conquista para o aluno que agrega valor ao seu diploma e reconhecimento nacional para a ESAG, por um trabalho sério e profissional do qual todos fazem parte. O resultado desse trabalho levou a instituição a ser indicada como a terceira melhor do país na área de Administração. Em 2006, na primeira avaliação do curso de Administração da ESAG/UDESC pelo ENADE (novo Exame Nacional Do Ensino Superior), a ESAG mais uma vez atingiu nota máxima (5) em todos os critérios.
A partir do segundo semestre de 2004, a ESAG criou a unidade avançada de Balneário Camboriú e passou a oferecer também o curso de Administração de Serviços Públicos, colaborando para a formação de gestores e profissionais principalmente em órgãos públicos, organizações do terceiro setor e empresas privadas comprometidas com a responsabilidade social. Este curso passou por mudanças curriculares em 2008, passando a ser chamado de Administração Pública.
Em 2007 o nome oficial do Centro passou a ser "Centro de Ciências da Administração e Sócio-Econômicas", e em 2008 inicia o curso de Ciências Econômicas.

## Alumni
A ESAG é conhecida por formar personalidades notórias na administração pública e de empresas em Santa Catarina. Entre alguns destes Esaguianos (como são conhecidos seus egressos) destacam-se:
- Esperidião Amin Helou Filho, ex-governador do Estado de Santa Catarina;
- Paulo Afonso Evangelista Vieira, ex-governador do Estado de Santa Catarina;
- Topázio Neto, empreendedor do setor de telemarketing e Prefeito de Florianópolis;
- Guilberto Chaplin Savedra, ex-secretário de Estado da Cultura, Esporte e Turismo;
- Octávio Renê Lebarbenchon Neto, ex-secretário de Estado da Administração;
- Walmor Backes, ex-comandante geral da Polícia Militar de Santa Catarina;
- Cláudio Ávila da Silva, ex-prefeito de Florianópolis e ex-presidente da Eletrobrás;
- Valério Gomes, fundador do Portobello;
- João Paulo Karam Kleinubing, ex-prefeito da cidade de Blumenau;
- Giancarlo Tomelin, ex-deputado e ex-presidente da ADVB-SC;
- Tarcísio Gargioni, vice-presidente da Gol Linhas Aéreas.
- Mauro Do Valle Pereira, diretor comercial da Portobello.
- Djalma Berger, ex-prefeito de São José
- Pedro de Assis Silvestre, vereador de Florianópolis
- Bruno Souza, deputado de Santa Catarina
- Harry Schmelzer Jr., CEO da WEG S.A..

## Diretório Acadêmico de Administração e Gerência - DAAG

### História
O Diretório Acadêmico de Administração e Gerência – DAAG – surgiu juntamente com a primeira turma da ESAG, em 1966. Na época, o país vivia sob a ditadura militar, o que fez com que as primeiras gestões do DAAG se voltassem à pressão política.
A ESAG acabava de ser criada, porém era evidente a necessidade de qualificação do corpo docente e da luta pelo direito à reivindicação de melhorias no cenário político que se instalara no país. Neste contexto, surge o DAAG.
A opressão oriunda do Decreto 477, baixado pelo Ministro da Educação em 1969, teve grande influência nos primeiros anos de atuação do Diretório Acadêmico. De acordo com o Decreto supracitado, o aluno devia obediência total ao professor, que poderia excluir o acadêmico da instituição, podendo este até ser preso. A constante busca pela qualificação do corpo docente e da instituição como um todo era o objetivo principal das turmas que iniciaram a história da ESAG, em uma época na qual qualquer movimentação exigia sigilo e cautela.
Em 2006, o Diretório Acadêmico de Administração e Gerência completou 40 anos de existência, tendo como funções primordiais: representar os alunos tanto na esfera interna (órgãos universitários), quanto na esfera externa (comunidade e órgãos de Administração); contribuir para a elevação da marca ESAG; integrar os alunos através de atividades festivas e culturais; interagir com a sociedade através de atividades filantrópicas e fomento das oportunidades de estágio; auxiliar na melhoria contínua da qualidade de ensino, realizando análise do corpo docente, currículo, zelando pela estrutura física, trazendo para dentro da ESAG bons palestrantes e cursos específicos; solucionar eventuais problemas dos discentes; dentre outras atividades.

### Eventos
O DAAG promove diversos eventos e projetos divididos sempre em duas grandes dimensões: Integração e Ensino. Dentre os eventos de ensino destacam-se palestras, a Semana ESAGuiana, avaliações institucionais entre outros. Todos esses visam aprimorar o conhecimento dos alunos no espaço externo à sala de aula e divulgar o nome da ESAG para a comunidade.
Na parte de integração o Diretório Acadêmico sempre propôs diversas atividades como a Gincana da ESAG, a Viagem dos Calouros, o Trote Solidário e a Choppada da ESAG.